# Provincia di Nueva Vizcaya
Nueva Vizcaya è una provincia delle Filippine, situata nella parte centrale di Luzon nella regione della Valle di Cagayan.
Il capoluogo è Bayombong.

## Geografia fisica
La provincia di Nueva Vizcaya confina con le seguenti province: ad ovest con Benguet, a nord con Ifugao, a nord-est con Isabela, ad est con Quirino, a sud-est con Aurora, a sud con Nueva Ecija, a sud-ovest con Pangasinan.
Il territorio di questa provincia che è tra le poche a non avere sbocchi sul mare, è caratterizzato dall'alta valle del fiume Cagayan che la attraversa, e dalla presenza di foreste che coprono molta della sua superficie.
Nella parte fluviale è abitata dagli Ilongot.

## Geografia antropica

### Suddivisioni amministrative
La provincia di Nueva Vizcaya comprende 15 municipalità.
| - Alfonso Castaneda - Ambaguio - Aritao - Bagabag - Bambang - Bayombong - Diadi - Dupax del Norte | - Dupax del Sur - Kasibu - Kayapa - Quezon - Santa Fe - Solano - Villaverde |

## Economia
La principale risorsa della provincia di Nueva Vizcaya è l'agricoltura. Il territorio piuttosto pianeggiante e l'abbondanza idrica che caratterizzano la valle del Cagayan favoriscono l'agricoltura che comunque, ancor oggi, sfrutta meno del 20% della superficie della provincia. Tra i prodotti principali ci sono grano, riso, ortaggi, ananas, banane, noci di cocco, caffè, arance e altra frutta.
L'altra grande risorsa della provincia è legata all'attività estrattiva. Ci sono depositi di materiali metallici come rame, oro, molibdeno e pirite, e cave di altri materiali come argilla e calcare, ghiaia e sabbia.